# Matthias Bluebaum
Matthias Bluebaum (Lemgo, 18 d'abril de 1997), és un jugador d'escacs alemany, que té el títol de Gran Mestre des de 2015. El seu pare és en Karl-Ernst Bluebaum.
A la llista d'Elo de la FIDE del gener de 2022, hi tenia un Elo de 2642 punts, cosa que en feia el jugador número 4 (en actiu) d'Alemanya. El seu màxim Elo va ser de 2674 punts, a la llista de l'agost de 2021.

## Resultats destacats en competició
El setembre de 2015, fou tercer al Campionat del món d'escacs juvenil amb 9 punts de 13 (+6–1=6), un punt per darrere de Mikhail Antipov i Jan-Krzysztof Duda.
El març de 2016 va guanyar l'Obert de Grenke amb 7½ punts de 9 (+6–0=3). Vladímir Fedosséiev, Nikita Vitiúgov, Milos Perunovic, Ni Hua i Francisco Vallejo Pons també feren 7½ punts de 9 però Bluebaum guanyà en tenir millor els punts de desempat. El juliol de 2016 va guanyar el Xtracon Chess Open, amb 8 punts de 10 (+6–0=4), els mateixos punts que Aleksei Xírov, Bassem Amin, Jonathan Carlstedt, Mihail Marin, Jon Ludvig Hammer i Jean-Marc Degraeve però amb millor desempat. El setembre va participar en l'Olimpíada d'escacs de 2016 jugat a Bakú representant Alemanya, i on va fer 7½ de 10 amb una performance de 2744.
Del 30 de maig al 10 de juny de 2017, va prendre part en el Campionat d'Europa individual on va fer 8 punts d'11 (+6–1=4), mig punt per sota de Maksim Matlakov, Baadur Jobava i Vladímir Fedosséiev. Matlakov guanyà el torneig en el desempat. Amb aquest resultat li donà dret a participar el setembre a la Copa del Món de 2017, on va derrotar a Sandro Mareco per 1½ a ½ a la primera ronda. A la segona ronda fou emparellat amb Wesley So que empatà a 1 a les partides clàssiques però derrotat a les partides ràpides de desempat.